# Ženijně technický zátaras

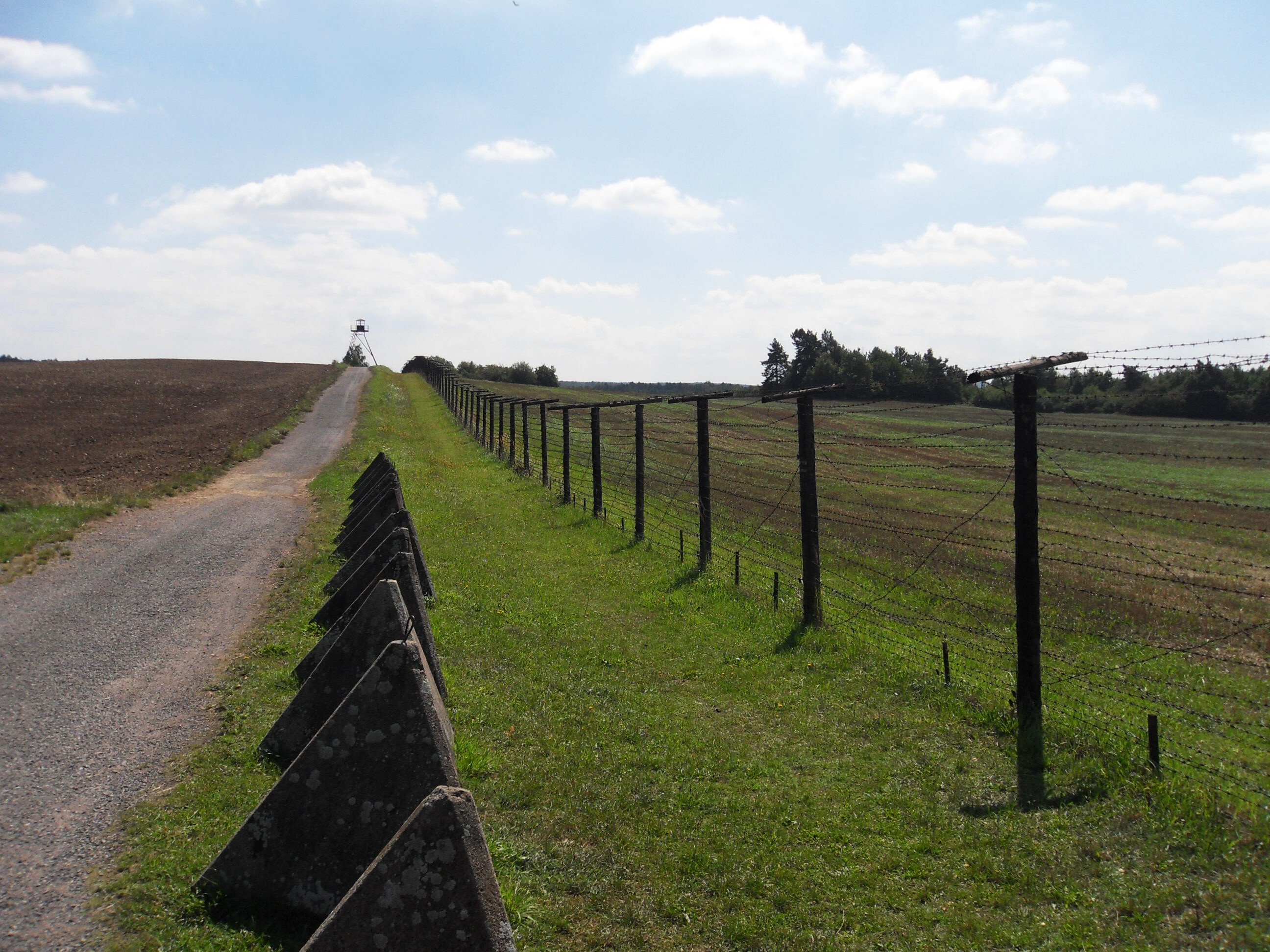
Zachovalá část ženijně technického zátarasu u Čížova

Ženijně technický zátaras (ŽTZ), psáno také ženijně-technický zátaras nebo ženijně technické zabezpečení hranic, byl signální plot na hranici železné opony.
Celý zátaras se skládal z ochranného plůtku s pomocnou signalizací, trasou telefonního vedení, z vnitřního kontrolního pásu a signální stěny ve tvaru T s výškou asi 3 m. V systému bylo nízké napětí 24 V a zkrat znamenal spuštění poplachu a výjezd pohraničníků proti narušiteli. U zátarasu se nacházela asfaltová komunikace (tzv. signálka) a pěšinka kolem plůtku pro údržbu.